# Betoncourt-lès-Brotte
Betoncourt-lès-Brotte – miejscowość i gmina we Francji, w regionie Burgundia-Franche-Comté, w departamencie Górna Saona.
Według danych na rok 1990 gminę zamieszkiwało 48 osób, a gęstość zaludnienia wynosiła 16 osób/km² (wśród 1786 gmin Franche-Comté Betoncourt-lès-Brotte plasuje się na 695. miejscu pod względem liczby ludności, natomiast pod względem powierzchni na miejscu 960.).